# Balta (Metropolitano)
La estación Balta es una estación del Metropolitano en Lima. Está ubicada en la intersección de la avenida República de Panamá con la avenida Balta en el distrito de Barranco. Está rodeada por una zona comercial y residencial.

## Características
Tiene cuatro plataformas para el embarque y desembarque de pasajeros, las entradas se ubican en los extremos de la estación, ambas a nivel del cruce peatonal y accesibles para personas con movilidad reducida. Cuenta con máquinas y taquillas para la compra y recarga de tarjetas.

### Troncales
| Servicio troncal | Indicador | Lunes a viernes | Lunes a viernes                        | Sábado                                 | Sábado                                 | Domingo       | Domingo       |
| Servicio troncal | Indicador | Norte a Sur     | Sur a Norte                            | Norte a Sur                            | Sur a Norte                            | Domingo       | Domingo       |
| Servicio troncal | Indicador | Norte a Sur     | Sur a Norte                            | Norte a Sur                            | Sur a Norte                            | Norte a Sur   | Sur a Norte   |
| ---------------- | --------- | --------------- | -------------------------------------- | -------------------------------------- | -------------------------------------- | ------------- | ------------- |
| Regular          | Regular C | 10:00 - 23:00   | 10:00 - 23:00                          | 05:00 - 23:00                          | 05:00 - 23:00                          | 05:00 - 22:00 | 05:00 - 22:00 |
| Expreso          | Expreso 1 | 05:30 - 21:00   | 05:00 - 21:00                          | 06:30 - 21:00                          | 06:00 - 21:00                          | 06:30 - 21:00 | 06:00 - 21:00 |
| Expreso          | Lechucero | Sin Servicio    | (Solo Viernes y Sábados) 23:30 - 04:00 | (Solo Viernes y Sábados) 23:30 - 04:00 | (Solo Viernes y Sábados) 23:30 - 04:00 | Sin Servicio  | Sin Servicio  |

## Conexiones
La Estación Balta cuenta con conexión al Corredor Azul (Arequipa - Garcilaso - Tacna), con el servicio 301 (24 de Junio - Plaza Butters).
| Corredores complementarios | Corredores complementarios  | Corredores complementarios | Corredores complementarios                              |
| Servicio                   | Ruta                        | Paradero más cercano       | Horario                                                 |
| -------------------------- | --------------------------- | -------------------------- | ------------------------------------------------------- |
| 301                        | 24 de Junio - Plaza Butters | Balta (N-S) El Sol (S-N)   | 04:30 - 23:00 (L-V) 05:00 - 23:30 (S) 05:00 - 22:30 (D) |